# Province d'Eritrea
Le province dell'Eritrea esistettero nel lasso di tempo tra l'incorporazione dell'Eritrea come colonia italiana fino alla conversione delle provincie in regioni amministrative.
La Colonia eritrea era suddivisa in 8 province. 
Queste si basavano principalmente sui confini storico-politici precedenti alla colonizzazione, inclusi, ma non esclusivamente, quelli della nobiltà locale. 
Vennero riadottate dal Governo Federale Eritreo dal 1952 al 1962 e come distretti dell'Eritrea quando venne annessa all'Etiopia tra il 1962 e il 1991. Queste 8 province sono:
- Acchelè-Guzai
- Amasien
- Bárca
- Dancalia
- Sahel
- Semhar
- Senhit
- Serae

Dopo l'indipendenza, il Governo Provvisorio dell'Eritrea, convertì le originarie 8 province dell'Eritrea in 10 province, dividendo in 2 la provincia di Barca, allo stesso tempo separando Asmara dal resto dell'Amasien. 
Il 15 aprile 1996 il governo d'Eritrea convertì le allora 10 province d'Eritrea in 6 regioni amministrative.